# أنيس زكي حسن
أنيس زكي حسن هو مترجم عراقي، عُرف بترجمته لمؤلفات الكاتب الإنكليزي كولن ولسن.

## سيرته
ولد أنيس زكي حسن حوالي عام 1937، وتخرج من دار المعلمين العليا في بغداد حوالي 1959، وشغل وظيفة بوكالة الأنباء العراقية فور تخرجه. بعدها بسنوات عمل مديرًا لدائرة الصحف الأجنبية في وزارة الخارجية العراقية ثم حصل على وظيفة في الأمم المتحدة.
بجانب كونه مترجمًا، فقد كان أنيس زكي حسن قاص ينتمي إلى جيل الخمسينات، ونشر العديد من القصص القصيرة في مجلة أهل النفط، ومن بعدها في مجلة العاملون في النفط، وكلتا المجلتين كان يشرف عليهما الروائي والمترجم جبرا إبراهيم جبرا.
لا يُعرف فيما إذا كان أنيس زكي حسن قد توفي منذ زمن طويل أو أنه ما زال حيًا ويعيش في باريس.

## أعماله
ترجم أنيس العديد من الكتب، ومن أبرزها كتب كولن ولسن وهي:
1. اللامنتمي
2. سقوط الحضارة
3. المعقول واللامعقول في الأدب الحديث

كما قام بترجمة كُتب عديدة أخرى، منها:
1. تاريخ الأدب الإنكليز، تأليف إيفانز.
2. أربع خطوات نحو الفن الحديث، تأليف فينتوري.
3. الإنسان الصرصار، تأليف دوستويفسكي.
4. أسطورة سيزيف، تأليف البير كامو.
5. السقطة، تأليف البير كامو.
6. العودة إلى ميتوشالح، تأليف برنارد شو.
7. لوحات كهوف الصحراء، تأليف هنري لوت.
8. مغامرات الأفكار، تأليف لهوايتد.
9. مرتفع إلاهات الجمال تأليف ه.س. كاوير.
10. رسائل من تحت الأرض تأليف دوستويفسكي.